# Telekihaʻapai
Telekihaʻapai (auch: Lalona Island) ist eine Insel im Archipel Haʻapai, die zum Königreich Tonga gehört.

## Geografie
Das Motu liegt im Osten von ʻOtu Muʻomuʻa in der ʻOtu Tolu Group, deren Inseln Fetokopunga, Nukutavake und Telekivavaʻu, sowie Telekitonga sich von Norden nach Süden erstrecken.

## Klima
Das Klima ist tropisch heiß, wird jedoch von ständig wehenden Winden gemäßigt. Ebenso wie die anderen Inseln der Haʻapai-Gruppe wird Telekihaʻapai gelegentlich von Zyklonen heimgesucht.